# Padas (Bungkal)
Padas is een bestuurslaag in het regentschap Ponorogo van de provincie Oost-Java, Indonesië. Padas telt 2124 inwoners (volkstelling 2010).